# Flugplatz Waren/Vielist

i7
i11
i13

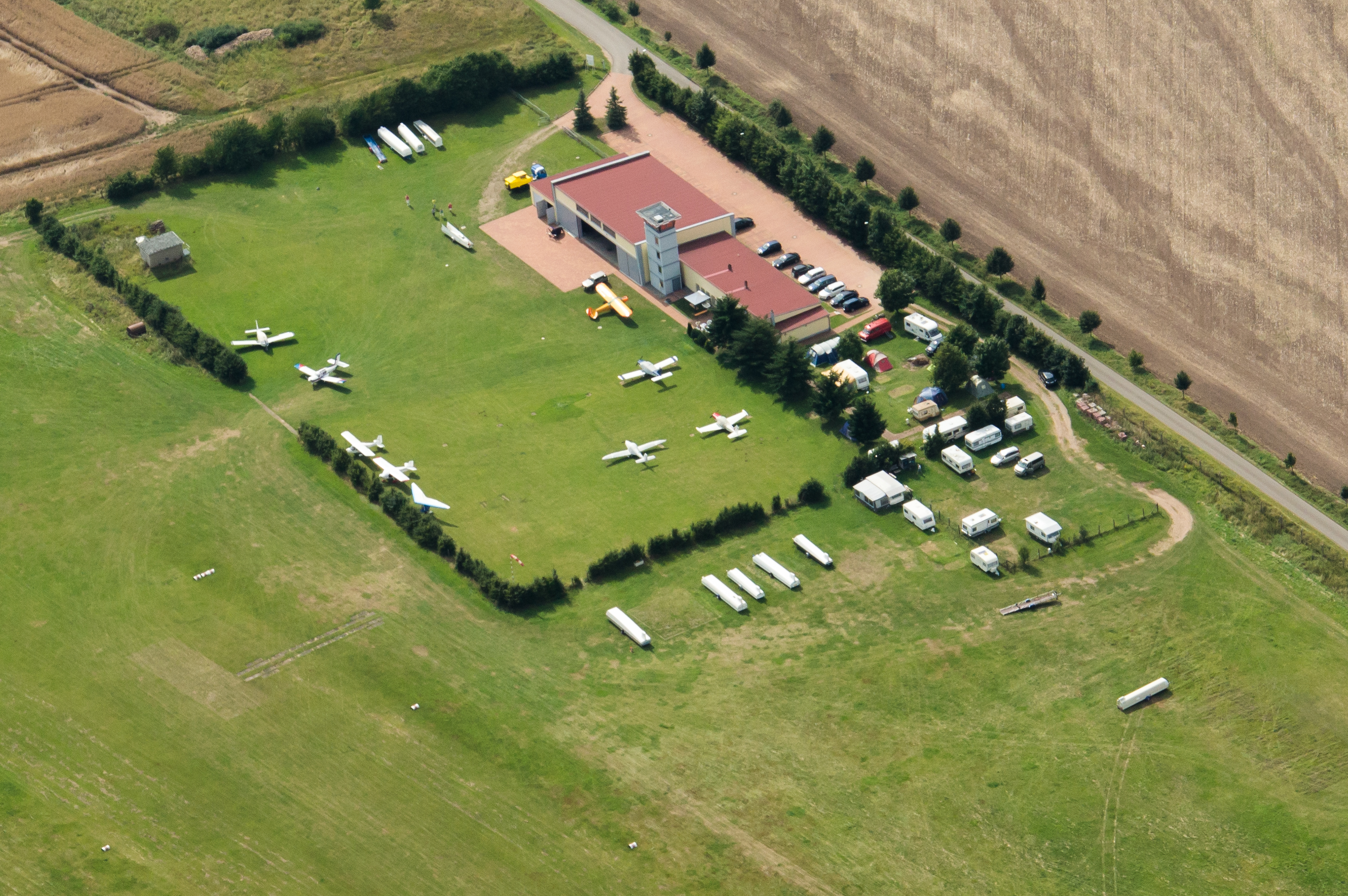
Turm und Hangars

Der Flugplatz Waren/Vielist (ICAO-Code: EDOW) ist ein Sonderlandeplatz bei Waren (Müritz) mit dem ICAO-Code EDOW. Er besitzt eine 800 Meter lange Graspiste.

## Betreiber
Der Flugplatz wird betrieben durch den Warener Luftsportverein e. V., der hier Segelflug durchführt.

## Anfahrt
Mit dem PKW über die B 108 Waren (Müritz) – Teterow/Rostock  in der Nähe von Vielist bis "Am Flugplatz" (früher "Ausbau") 4.